# 군자디지털과학고등학교
군자디지털과학고등학교(君子디지털科學高等學校)는 대한민국 경기도 시흥시 거모동에 있는 공립 고등학교이다.

## 학교 연혁
- 1962년 12월 6일 : 군자고등학교 개교(학년 당 1학급 총 3학급)
- 1977년 6월 10일 : 학칙 변경, 군자종합고등학교로 학교명 변경(보통과, 상업과 각 학년당 2학급 증설 인가, 총 12학급)
- 1980년 3월 1일 : 군자중학교와 군자종합고등학교로 분리
- 1989년 3월 1일 : 군자실업고등학교로 교명 변경(보통과 폐과, 화공과 학년당 2학급 증설, 총 12학급)
- 1990년 3월 1일 : 군자공업고등학교로 교명 변경
- 2007년 6월 29일 : 정부지정 특성화고 선정
- 2009년 3월 1일 : 학과개편 생명시스템화학과→디지털바이오텍과전기제어시스템과→디지털제어시스템과디지털정보전자과→디지털정보시스템과
- 2013년 12월 5일 : 혁신학교 지정
- 2015년 10월 20일 : 산학일체형 도제학교 선정
- 2018년 3월 1일 : 군자디지털과학고등학교로 교명 변경
- 2018년 3월 1일 : 학과 개편(디지털섬유디자인과 → 디지털섬유과)
- 2021년 9월 1일 : 제18대 윤상만 교장 취임
- 2024년 1월 8일 : 제59회 123명 졸업(총 13,051명)
- 2024년 3월 4일 : 신입생 입학(130명)

## 설치 학과
- 디지털전기과
- 디지털전자과
- 디지털섬유과
- 디지털바이오화학과
- 패션스타일리스트과

## 참고 자료
- 군자디지털과학고등학교 - 한국교육학술정보원 학교알리미